# Langewiesen
Langewiesen är en ortsteil i staden Ilmenau i Ilm-Kreis i förbundslandet Thüringen i Tyskland. Langewiesen var en stad fram till den 6 juli 2018 när den uppgick i Ilmenau. Staden Langewiesen hade 3 544 invånare 2018.